# IBM 5110
IBM 5110 — настольный портативный компьютер, выпущенный в январе 1978 года, за три года до IBM PC. В феврале 1980 года было объявлено о выпуске IBM 5120.
Когда был выпущен IBM PC (1981 год), первоначально его определили как IBM 5150. Таким образом его разместили в серию «5100», хотя его архитектура не была прямым потомком IBM 5100.

## Варианты
Выпускался в трёх вариантах:
- IBM 5110 Model 1 (со встроенным устройством для чтения кассетных картриджей[англ.] (QIC) DC300 на 204 кб).
- IBM 5110 Model 2 (без кассетного считывателя QIC, но с возможностью подключения дисковода).
- IBM 5110 Model 3 разрабатывалась как IBM 5120 (со встроенным 8-дюймовым дисководом для чтения 1.2 мб дискет).

## Языки программирования
IBM 5110 был доступен либо с APL, либо с BASIC, либо с обоими языками программирования. На машинах, поддерживающих оба языка, на передней панели имеется переключатель для выбора языка.